# Hypanthidioides bifasciata
Hypanthidioides bifasciata là một loài Hymenoptera trong họ Megachilidae. Loài này được Urban mô tả khoa học năm 1993.